# Ciocăneşti (otok)
Otok Ciocănești (rumunjski: Ostrovul Ciocănești  ili bugarski: Остров Ветрен) otok je na rijeci Dunav 6 km južno od općine Ciocănești,  u okrugu Călărași u Rumunjskoj. Otok je predmetom teritorijalnog spora između Bugarske i Rumunjske.